# Metafísica
Metafísica (do grego antigo μετα (metà) = depois de, além de tudo; e Φυσις [physis] = natureza ou física) é uma das disciplinas fundamentais da filosofia que examina a natureza fundamental da realidade, incluindo a relação entre mente e matéria, entre substância e atributo e entre necessidade e possibilidade. Os sistemas metafísicos, na sua forma clássica, tratam de problemas centrais da filosofia teórica: são tentativas de descrever os fundamentos, as condições, as leis, a estrutura básica, as causas ou princípios, bem como o sentido e a finalidade da realidade como um todo ou dos seres em geral. Um ramo central da metafísica é a ontologia, a investigação sobre as categorias básicas do ser e como elas se relacionam umas com as outras. Outro ramo central da metafísica é a cosmologia, o estudo da totalidade de todos os fenômenos no universo.
Concretamente, isso significa que a metafísica clássica ocupa-se das "questões últimas" da filosofia, tais como: há um sentido último para a existência do mundo? A organização do mundo é necessariamente essa com que deparamos, ou seriam possíveis outros mundos? Existe algum deus? Se existe, como podemos conhecê-lo? Existe algo como um "espírito"? Há uma diferença fundamental entre mente e matéria? Os seres humanos são dotados de almas imortais? São dotados de livre-arbítrio? Tudo está em permanente mudança, ou há coisas e relações que, a despeito de todas as mudanças aparentes, permanecem sempre idênticas?
O que diferencia a metafísica das ciências particulares é que a metafísica considera o "inteiro" do ser enquanto as ciências particulares estudam apenas "partes" específicas do ser. A metafísica distingue-se das ciências particulares por conta do objeto a respeito do qual está preocupada, o ser total, e por ser uma investigação a priori. Por isso, a diferença entre os métodos da metafísica e das ciências particulares decorre da diferença entre os objetos estudados. Devemos lembrar-nos de que as categorias que valem para as partes não podem ser estendidas ao inteiro.
No quarto livro da Metafísica, Aristóteles nos informa que a filosofia primeira "não se identifica com nenhuma ciência particular, pois nenhuma outra ciência considera o "ser enquanto ser em geral", mas, depois de ter delimitado uma parte dele, cada uma estuda as características dessa parte"(1003a 21-25). Por vezes, Aristóteles parece tornar a metafísica uma ciência particular ao nos dizer que ela estuda as causas primeiras de todas as coisas, mas, na maior parte do tempo, a trata como a ciência do geral.
Tópicos da investigação metafísica incluem existência, objetos e suas qualidades, espaço e tempo, causa e efeito, e possibilidade. Alguns tipos de pensamento metafísico centram-se no conceito de transcendência, mas não todos. Como já dito, o que caracteriza a Metafísica é a problemática do inteiro, por isso, são metafísicos "tanto os que afirmam que o inteiro envolve o ser supra-sensível e transcendente considerado como origem de todas as coisas, quanto os que afirmam que o inteiro não inclui nenhuma transcendência e, consequentemente, fazem a discussão da problemática do inteiro coincidir com a do sensível". Por exemplo, se considera que só exista o mundo sensível e que esse mundo seja totalmente material, então assume-se uma posição metafísica.

## Etimologia
"Metafísica" é o título de uma obra de Aristóteles composta por catorze livros sobre filosofia geral. Uma hipótese bastante difundida atribui ao peripatético Andrônico de Rodes (século I a.C.) a iniciativa de chamar esse conjunto de escritos de "Metafísica". Ao realizar a primeira compilação e sistematização dos escritos de Aristóteles, Andrônico os elencou depois dos oito livros que tratavam da Física, e os chamou de tà metà tà physiká, ou seja, "os que estão depois da física". Desse modo, o título faria referência, sobretudo, à posição daqueles quatorze livros na classificação das obras de Aristóteles realizada por Andrônico.
Todavia, em vez de empregar o termo "metafísica", Aristóteles usava geralmente a expressão "filosofia primeira" ou "teologia" (por contraste com "filosofia segunda" ou "física") para fazer referência ao estudo do ser em geral. No entanto, a palavra "metafísica" acabou por se impor como denominação da ciência que, em conformidade com a filosofia primeira de Aristóteles, ocupa-se das características mais gerais dos seres ou da natureza da realidade.

## História da metafísica
No tratado de Aristóteles sobre metafísica, percebe-se certa ambiguidade quanto à delimitação do objeto da disciplina. Em certos trechos, ele afirma que o propósito da disciplina é investigar as causas primeiras de todas as coisas, em especial, o primeiro motor do universo. Nesse aspecto, a filosofia primeira ou metafísica seria uma das disciplinas compartimentalizadas – como a biologia, a psicologia e a física – com um campo de investigação próprio e objetos específicos. No entanto, em outros momentos, Aristóteles diz que a metafísica é a ciência do "ser enquanto ser", em outras palavras, seria a ciência que investiga a realidade em seus traços mais abrangentes e universais. Nessa concepção, a disciplina deixa de ser uma disciplina compartimentalizada, e passa a ser considerada como uma forma de investigação extremamente geral, cujo principal intuito é investigar os objetos em sua condição simples e fundamental de entidade. Segundo Aristóteles, uma das principais funções da filosofia primeira seria a de identificar as categorias a que as coisas pertencem e estabelecer as relações entre essas categorias. Por categorias, ele se referia a conceitos generalíssimos, tais como os de substância, unidade, identidade etc. Acima das categorias, não seria mais possível classificar uma entidade.
Essa dupla compreensão do que seria o objetivo da metafísica manteve-se durante a Idade Média. Os filósofos e teólogos medievais também consideravam como "metafísicas" tanto as investigações sobre a natureza de Deus e de suas relações com o mundo, como as pesquisas sobre as características mais abrangentes da realidade.
Uma alteração significativa ocorreu na Idade Moderna por obra dos filósofos racionalistas. Temas que para a tradição aristotélica seriam próprios de outros campos de pesquisa, foram reunidos pelos racionalistas sob o termo "metafísica": entre as novas frentes de investigação metafísica estariam a discussão sobre as relações entre a mente e o corpo e sobre as origens e fundamentos da realidade física. No quadro geral esboçado pelos racionalistas, a investigação do ser enquanto ser constituiria a chamada metafísica geral (é por essa época que se cunhou o termo "ontologia" para se referir à ciência do ser em seus aspectos mais gerais e abstratos). Mas, além dessa abordagem generalíssima das características dos entes, os racionalistas inauguraram subdivisões na disciplina conforme os seus novos interesses e problemas. Desse modo, no âmbito da chamada metafísica especial teríamos as seguintes subdivisões: a teologia racional, que trata do Ser divino e de suas relações com os demais seres; a cosmologia racional, que trata dos princípios fundamentais da constituição do cosmos (a natureza da matéria, do vácuo, etc.); e a psicologia racional, que trata da substância espiritual e de suas relações com a matéria.
A filosofia racionalista não somente trouxe novos problemas à metafísica, mas também inaugurou um estilo ousado de especulação filosófica. Na elaboração de seus sistemas metafísicos, os racionalistas trabalhavam com o pressuposto de que a razão desassistida, sem qualquer auxílio da experiência, poderia desvelar verdades fundamentais sobre a realidade. Esse pressuposto foi questionado pelos empiristas. Para filósofos como John Locke e David Hume a origem de nossos conceitos está na experiência sensorial. Qualquer teoria ou hipótese sobre o mundo ou sobre a mente deve estar amparada em dados empíricos. Como muitos dos conceitos e noções dos racionalistas eram elaborações sem qualquer vínculo evidente com a experiência, esses conceitos e noções não poderiam constituir nenhum conhecimento cientificamente válido.
Uma segunda espécie de crítica à especulação metafísica foi elaborada por Immanuel Kant. Na visão de Kant, o conhecimento é resultado da interação entre conceitos inatos e dados sensoriais brutos. Os objetos do conhecimento – as coisas de nossa experiência cotidiana – são resultado de uma elaboração prévia: os sentidos fornecem os dados originais que, por sua vez, são ordenados por aquelas estruturas inatas. Sendo assim, os objetos do conhecimento não são coisas externas ao sujeito ou independentes de suas faculdades cognitivas; ao contrário, são produtos da ação de um aparato cognitivo inato sobre os dados subjetivos captados pelos sentidos. O mundo em si mesmo (independente de nossas formas de percebê-lo e concebê-lo) seria algo absolutamente inacessível.
Kant concede aos empiristas que os dados sensoriais são imprescindíveis, mas, em sua teoria, também é necessário que esses dados sejam sistematizados e organizados por estruturas conceptuais inatas. Em síntese, qualquer conhecimento requer forma e conteúdo. A forma é fornecida pelas estruturas inatas e o conteúdo pelos dados sensoriais.
Da perspectiva kantiana, as metafísicas tradicionais cometeram o erro de tentar teorizar sobre coisas que estão além de qualquer experiência possível. As questões sobre a existência de Deus, a imortalidade da alma ou o livre-arbítrio não podem ser resolvidas pela razão humana, pois, em princípio, os supostos objetos estão fora de alcance do conhecimento empírico. Ao falar sobre Deus ou sobre o espírito os metafísicos tradicionais empregam conceitos familiares – como substância, identidade, causalidade etc.; mas essas estruturas só podem gerar conhecimento se forem aplicadas aos dados sensoriais. Segundo Kant, a suposição de que essas estruturas conceptuais possam operar satisfatoriamente quando destituídas de qualquer conteúdo sensorial é o erro fundamental dos sistemas metafísicos.
Kant estabeleceu uma separação entres as formas de tratar as questões metafísicas. De um lado, estaria a "metafísica transcendente" e a sua promessa, segundo Kant, irrealizável de revelar a natureza de coisas que estão além de toda a experiência possível; de outro, a sua proposta, a "metafísica crítica". A metafísica crítica é uma abordagem mais comedida cuja pretensão é descrever as estruturas gerais do pensamento e do conhecimento. Em vez de tentar abarcar coisas que não estão ao alcance da razão humana, a metafísica crítica busca apresentar a forma como nós concebemos e conhecemos.
A versão kantiana para os problemas metafísicos inaugurou uma orientação bastante influente. Para muitos filósofos, a metafísica é uma investigação sobre as nossas formas de representar o mundo. Essa posição costuma ser chamada de idealista, e contrapõe-se a uma postura realista em metafísica. A orientação realista preserva a proposta original aristotélica de compreender a metafísica como uma investigação sobre a natureza da realidade tal como ela é em si mesma. A orientação idealista, por outro lado, considera esse empreendimento impossível e prescreve o exame da estrutura conceptual que adotamos para falar e pensar sobre o mundo. Há divergências sobre como caracterizar esse esquema conceptual: Kant defendeu que esse esquema era imanente ao sujeito; mas muitas versões do idealismo propõem que esses esquemas são recebidos pelo aprendizado da língua nativa ou por herança cultural. Essas formas de idealismo tendem a pressupor alguma forma de relativismo filosófico: como não há como dizer o que é a realidade em si mesma, o que tomamos como conhecimento, verdades ou certezas está inevitavelmente condicionado pelos esquemas conceptuais implícitos em nossa linguagem e nossas práticas e convenções sociais.

## Problemas metafísicos
A metafísica busca estudar os principais problemas provenientes do pensamento metafísico (de Platão e Aristóteles), assim como tematizar seus antecedentes, as discussões em metafísica são múltiplas e variadas, sendo especialmente difícil identificar algo comum a todos os problemas em debate.

### As categorias ontológicas
Uma das principais fontes da perplexidade gerada pela pergunta "o que é o ser?" está na absoluta falta de direções óbvias que orientem uma resposta. Uma alternativa é investigar a constituição material e as leis fundamentais da natureza. Essa foi a trilha inaugurada pelos pré-socráticos e hoje seguida pelas ciências naturais. Mas, se as ciências naturais já se dedicam à investigação sobre como são constituídas as coisas da natureza e quais os princípios e leis governam os diversos fenômenos da realidade, o que restaria à filosofia, em especial à metafísica, investigar? Uma das orientações disponíveis foi proposta por Aristóteles: podemos dizer o que é o ser caracterizando-o segundo os conceitos mais gerais e abstratos possíveis. Na terminologia filosófica, esses conceitos mais abstratos e gerais são chamados de "categorias". A maneira intuitiva de se entender o que é uma categoria é tomá-la como um conceito tão abrangente e tão geral que se fôssemos usar um conceito ainda mais geral para classificar o objeto em consideração só restaria dizer que ele é uma coisa ou uma entidade. Tome-se o exemplo de Sócrates. Podemos classificá-lo dizendo que ele é um ser humano. Mas ele também pertence a classes ainda mais gerais. Sócrates também é um mamífero, um vertebrado, um organismo vivo. Segundo a proposta da metafísica, podemos avançar nessa classificação de Sócrates, passando por conceitos cada vez mais gerais até chegar a uma tão geral que, se déssemos mais um passo, só restaria classificá-lo como um ser (uma coisa, uma entidade). Na metafísica aristotélica, por exemplo, Sócrates e os demais seres humanos pertencem à categoria da substância. A tarefa da metafísica, portanto, seria a de identificar essas categorias básicas e generalíssimas, bem como revelar as suas inter-relações. O resultado dessa empreitada seria a revelação do próprio arcabouço da realidade – quer consideremos que esse arcabouço seja a própria estrutura do real, quer o entendamos como o esquema básico de nossos conceitos sobre o mundo.
Mas não se deve pensar que o trabalho dos metafísicos resuma-se a um procedimento monótono de fazer classificações cada vez mais gerais até chegar aos conceitos mais abstratos possíveis. As categorias não são coisas dadas que apenas aguardam passivamente que alguém as encontre. É certo que há, em maior ou menor grau, certo consenso sobre que tipos de conceitos valem a pena ser discutidos – justamente por representarem, aparentemente, elementos básicos ou fundamentais de nossa concepção de realidade. É o caso de noções como mente, corpo físico, objeto abstrato, valor, evento, processo, disposição, necessidade, estado de coisas, propriedade e fato. Na verdade, grande parte das discussões metafísicas giram em torno de quais dessas noções devem ser consideradas categorias – ou, em outras palavras, o que devemos tomar por mais fundamental e elementar na estrutura da realidade. Diante de uma lista de noções básicas como a apresentada duas tarefas se impõem: (1) determinar quais são as mais básicas; (2) mostrar como as categorias se relacionam com outros conceitos básicos. Tome-se, por exemplo, uma teoria metafísica que considere que os corpos físicos são mais fundamentais que as mentes. Uma das tarefas dessa teoria será conciliar os estados mentais com os corpos físicos, e responder questões como "A mente humana é o mesmo que estados e processos físicos?", "Como a mente emerge da matéria?", "O que há de errado com a ideia de separação entre o físico e o mental?". Outro exemplo. Alguns filósofos defenderam que as nossas percepções são ontologicamente mais fundamentais que os objetos materiais. Essa é uma tese que vai ao encontro do senso comum. Geralmente, tomamos os objetos físicos que nos cercam (pessoas, mobílias, casas, animais) como coisas existentes e independentes de nossa percepção. A tese metafísica de que as percepções são mais fundamentais terá, então, de ser desenvolvida em explicações sobre como esses objetos materiais são construídos e elaborados a partir de nossas percepções e sobre qual é o seu status ontológico já que são construções oriundas do sujeito.

#### O problema dos universais
Uma das discussões metafísicas mais antigas diz respeito à existência de universais. "Universal" designa uma categoria que inclui entidades de múltipla realização – ou seja, ao contrário dos seres pertencentes à categoria dos particulares, os universais se manifestam em vários indivíduos distintos, em lugares e instantes distintos. A querela tem início numa constatação pré-filosófica bem simples. Quando falamos sobre coisas particulares – homens, animais, plantas e objetos inanimados tomados individualmente – atribuímos a elas certas propriedades a fim de qualificá-las e classificá-las. Falamos, por exemplo, que este tomate é vermelho, esta blusa é vermelha ou aquele carro é vermelho. Nesse caso, podemos dizer que o tomate, a blusa e o carro coincidem na apresentação de um mesmo atributo – o de ser vermelho. O problema dos universais começa com a seguinte a pergunta: o vermelho é uma única e mesma entidade multiplamente presente em todas essas coisas? Em termos mais gerais: quando vários objetos apresentam um mesmo atributo, deve-se postular a existência desse atributo como algo, de alguma maneira, separada daqueles objetos? Platão achava que sim. Podemos ler num de seus diálogos:
"... há certas ideias das quais as outras coisas participam, e das quais essas coisas derivam seus nomes; as coisas similares, por exemplo, tornam-se similares porque participam da similaridade; e as coisas grandes tornam-se grandes, porque participam da grandeza; e as coisas justas e belas tornam-se justas e belas porque participam da justiça e da beleza[.]"—  Platão, Parmênides.
Segundo Platão, o fato de haver um conjunto de coisas nomeáveis e classificáveis pelo mesmo termo deve ser explicado por um fato ainda mais fundamental, isto é, deve ser explicado pela existência de um tipo de entidade que se manifesta multiplamente e pela vigência de uma relação específica entre as coisas particulares e essas entidades – a participação. Vários filósofos acataram a ideia geral de Platão segundo a qual a manifestação de determinado atributo em uma coisa particular está fundamentada numa relação específica entre essa coisa e uma entidade de múltipla realização (tradicionalmente chamada de universal). A relação pode ser expressa em terminologias distintas ("exemplificação", "manifestação", "exibição"), mas a ideia fundamental é a mesma. Uma coisa particular é sólida, por exemplo, porque essa coisa é uma exemplificação da solidez.
Os filósofos que aderem a essa posição quanto aos universais são geralmente chamados de realistas; e a posição que advogam, de realismo. Há dissensões entre os realistas quase tão antigas quanto a própria filosofia. Platão e Aristóteles eram ambos realistas quanto a universais; ambos acreditavam que os predicados que adotamos para qualificar as coisas particulares referem-se a entidades reais – que, ao contrário dos indivíduos, manifestam-se multiplamente. No entanto, Platão também acreditava que os universais eram entidades de existência completamente independente das coisas particulares – existiriam num domínio fora do espaço-tempo. (Na ontologia platônica, os universais coincidem com a categoria dos objetos abstratos ou das entidades cuja existência se dá fora de dimensões espaciotemporais.) Aristóteles, por sua vez, insistiu na crítica a essa noção de absoluta independência dos universais. Para ele, os universais só podem se manifestar nas coisas concretas e particulares. Na terminologia da escolástica, ainda hoje adotada, Platão acreditava que os universais existiam ante res (previamente aos objetos particulares), enquanto Aristóteles acreditava na existência dos universais in rebus (nos objetos particulares).
A tese oposta ao realismo quanto aos universais é tradicionalmente chamada de nominalismo. Para os filósofos nominalistas, a postulação de universais representa uma proliferação desnecessária de entidades, pois, como defendem, o discurso sobre atributos apenas aparentemente faz referência a universais.
As estratégias nominalistas de desfazer a aparência enganosa que nos induz a postular universais podem assumir diferentes orientações. Michael Loux identifica ao menos quatro orientações básicas: o nominalismo austero, o nominalismo metalinguístico, a teoria dos tropos e o ficcionalismo.
Segundo o nominalismo austero as referências a universais, embutidas em nosso discurso sobre a coincidência de atributos, são apenas aparentes. Quando convenientemente tratadas as proposições que expressam concordância em atributo remeteriam apenas a particulares. Em síntese, as referências à coragem, à sabedoria ou à justiça seriam formas mascaradas de se falar de indivíduos corajosos, indivíduos sábios ou indivíduos justos.

### Necessidade e contingência
A classe das proposições verdadeiras apresenta uma importante divisão. Há uma subclasse de proposições que poderiam ser falsas, e há uma subclasse de proposições que não podem, de forma alguma, ser falsas. A proposição "Brasília é a capital do Brasil" pertence à primeira subclasse; "2+2=4" é um exemplo da segunda.
Uma separação correspondente pode ser feita na classe das proposições falsas. Há uma subclasse de proposições falsas que poderiam ser verdadeira e outra cujas proposições jamais poderiam ser verdadeiras.
Para os filósofos medievais, o fato de haver essas subclasses tanto no conjunto das proposições verdadeiras como no das proposições falsas revelava dois modos da verdade proposicional: o modo da contingência e o modo da necessidade. Daí o uso do termo "modalidade" para falar de proposições necessariamente verdadeiras, possivelmente falsas etc..
A modalidade de uma proposição é chamada de modalidade de dicto, e envolve a ideia de que a necessidade ou a possibilidade expressa na proposição é um atributo da proposição, não das coisas em si mesmas. O caso paradigmático é o das chamadas proposições analíticas – proposições que são verdadeiras exclusivamente em virtude dos significados de seus termos. A afirmação "Todo o solteiro é não casado" é necessariamente verdadeira, mas essa necessidade é resultante de convenções linguísticas – por definição, solteiros são aqueles que ainda não se casaram.
A modalidade de dicto é assunto, sobretudo, da lógica e da filosofia da linguagem. Na metafísica a preocupação predominante está voltada para a chamada modalidade de re – da modalidade das coisas em si mesmas. Na metafísica clássica, por exemplo, as discussões sobre Deus não estão ocupadas em saber se certas proposições envolvendo o conceito de Deus são analiticamente verdadeiras (como seria o caso, talvez, de "Deus é onisciente"), mas em demonstrar a existência de um ser necessário – um ser, em outras palavras, que não poderia não ter existido nem poderia deixar de existir.
A análise de modalidades de re aplica-se igualmente a objetos comuns. Intuitivamente consideramos que um ser humano particular é uma coisa de existência contingente. Se, por exemplo, os pais de uma pessoa concreta não tivessem se conhecido, certamente ela não teria existido. Essa pessoa é um ser contingente. Ora, se é plausível falar de coisas contingentes, também parece plausível falar de seres necessários – uma vez que o conceito de seres necessários é complementar ao de seres contingentes, e, presumivelmente, é um pressuposto desse último. Um ente necessário seria aquele do qual é necessariamente falso afirmar a sua inexistência.
Uma abordagem análoga pode ser dada às propriedades. Um determinado indivíduo, por exemplo, apresenta concretamente a propriedade de falar inglês. Intuitivamente consideramos que, embora factualmente esse indivíduo fale inglês fluentemente, essa é uma propriedade que ele poderia não ter adquirido. Nesse caso, a propriedade de falar inglês é uma propriedade possuída contingentemente ou acidentalmente pelo indivíduo em questão. Assim como no caso das coisas, apresentado acima, se faz sentido falar sobre "ter uma propriedade contingentemente (ou acidentalmente)", também faz sentido falar de "ter uma propriedade necessariamente (ou essencialmente)". A atribuição de uma propriedade essencial varia conforme a orientação filosófica. Numa visão fisicista, por exemplo, um ser humano particular é essencialmente um objeto físico. Por outro lado, numa visão dualista, esse mesmo ser humano concreto é essencialmente um objeto não-físico. No entanto, apesar dessas variações conforme a orientação filosófica, permanece a intuição fundamental de que há propriedades essenciais e, independentemente das abordagens filosóficas, todas elas concordarão com a afirmação de que qualquer ser humano particular terá essencialmente a propriedade de “não ser uma omelete”.
Um dos principais críticos à adoção de conceitos modais no discurso filosófico foi W. V. O. Quine. Sua discussão da modalidade assumia duas teses: por um lado, a modalidade de dicto só pode ser entendida em termos de analiticidade (que, segundo Quine, era uma noção tão problemática quanto a de modalidade); por outro lado, a modalidade de re não pode sequer ser entendida em termos de analiticidade – o que a torna uma noção absolutamente ininteligível.
No entanto, predomina hoje a convicção de que as críticas de Quine foram convenientemente superadas pelos trabalhos, entre outros, de Saul Kripke e Alvin Plantinga. Ambos fazem uso do conceito de mundos possíveis, a fim de elaborar um discurso metafísico coerente sobre a modalidade. A noção de mundos possíveis, elaborada pela primeira vez por Leibniz, ainda no século XVII, permite construir definições para qualquer conceito modal. Com o auxílio desse conceito, podemos caracterizar, por exemplo, uma proposição necessariamente verdadeira como uma proposição que é verdadeira em todos os mundos possíveis; um indivíduo contingente como um indivíduo que não exista em pelo menos um mundo possível. Da mesma forma, podemos dizer que um indivíduo é essencialmente um ser humano se ele tem a propriedade de ser da espécie humana em todos os mundos possíveis em que exista.
Nessa abordagem, portanto, as noções modais apresentam uma conexão estreita com o conceito de mundos possíveis. Uma questão metafisicamente crucial é caracterizar essa conexão. Na metafísica contemporânea, as interpretações desse vínculo entre noções modais e mundos possíveis agruparam-se em duas tendências radicalmente opostas. Numa dessas tendências, cujo expoente é o filósofo David Lewis, o esclarecimento das noções modais é integrado a um projeto deliberadamente nominalista. As noções modais são reduzidas a conceitos não-modais. Também são reduzidas outras noções consideradas problemáticas, como as de proposição e propriedade. Uma propriedade, por exemplo, é caracterizada em termos de objetos particulares, conjuntos e mundos possíveis. No entanto, embora essas reduções de caráter nominalista sejam convenientemente realizadas, o custo dessa proposta é o de admitir que os mundos possíveis são tão reais quanto o nosso mundo atual.
A outra tendência é liderada por Plantinga. Na proposta de Plantinga as noções de mundos possíveis, proposição, estado de coisas, necessidade e possibilidade (entre outras) formam uma rede de conceitos interligados. Não há como reduzir essas noções a um conjunto de termos não-modais. A melhor estratégia a nossa disposição é esclarecer as inter-relações entre tais conceitos de modo a obter maior clareza sobre eles. Segundo Plantinga, portanto, a compreensão dos mundos possíveis exige as noções modais, e a compreensão do que sejam as noções modais exige, por sua vez, o conceito de mundos possíveis. Mas isso não quer dizer que estejamos incorrendo num círculo vicioso. À medida que esclarecemos um conceito modal em termos de mundos possíveis ou que explicitamos as relações entre proposições e mundos possíveis, aumentamos a inteligibilidade desses conceitos.